# Захарівська фортеця
Захарівська фортеця — комплексна пам'ятка природи місцевого значення. Об'єкт розташований на території Бердянського району Запорізької області, на південь від села Калайтінівка, правий берег річки Берда.
Площа — 5 га, статус отриманий у 1984 році.

## Галерея

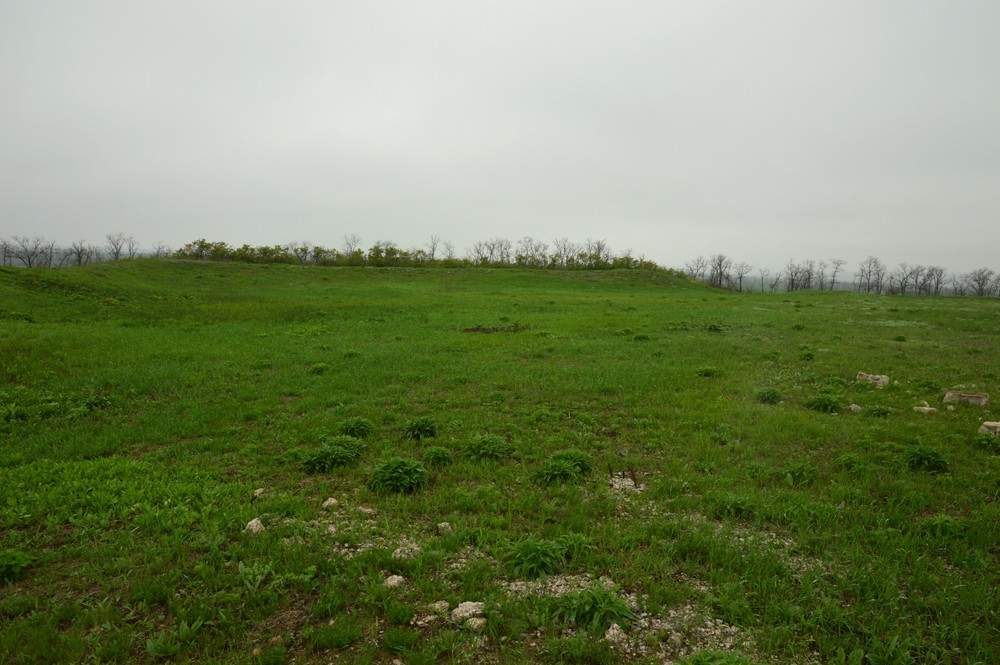
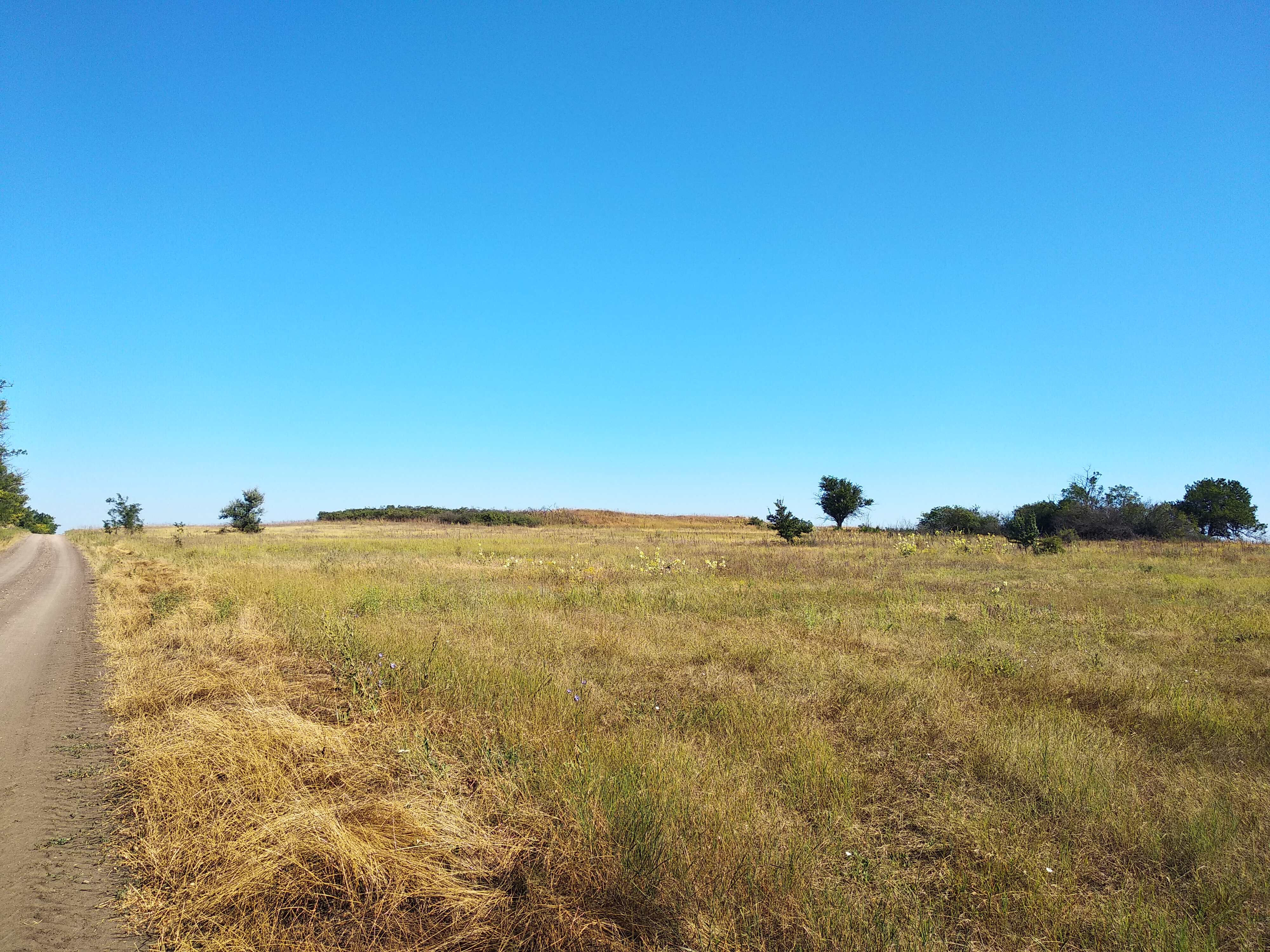
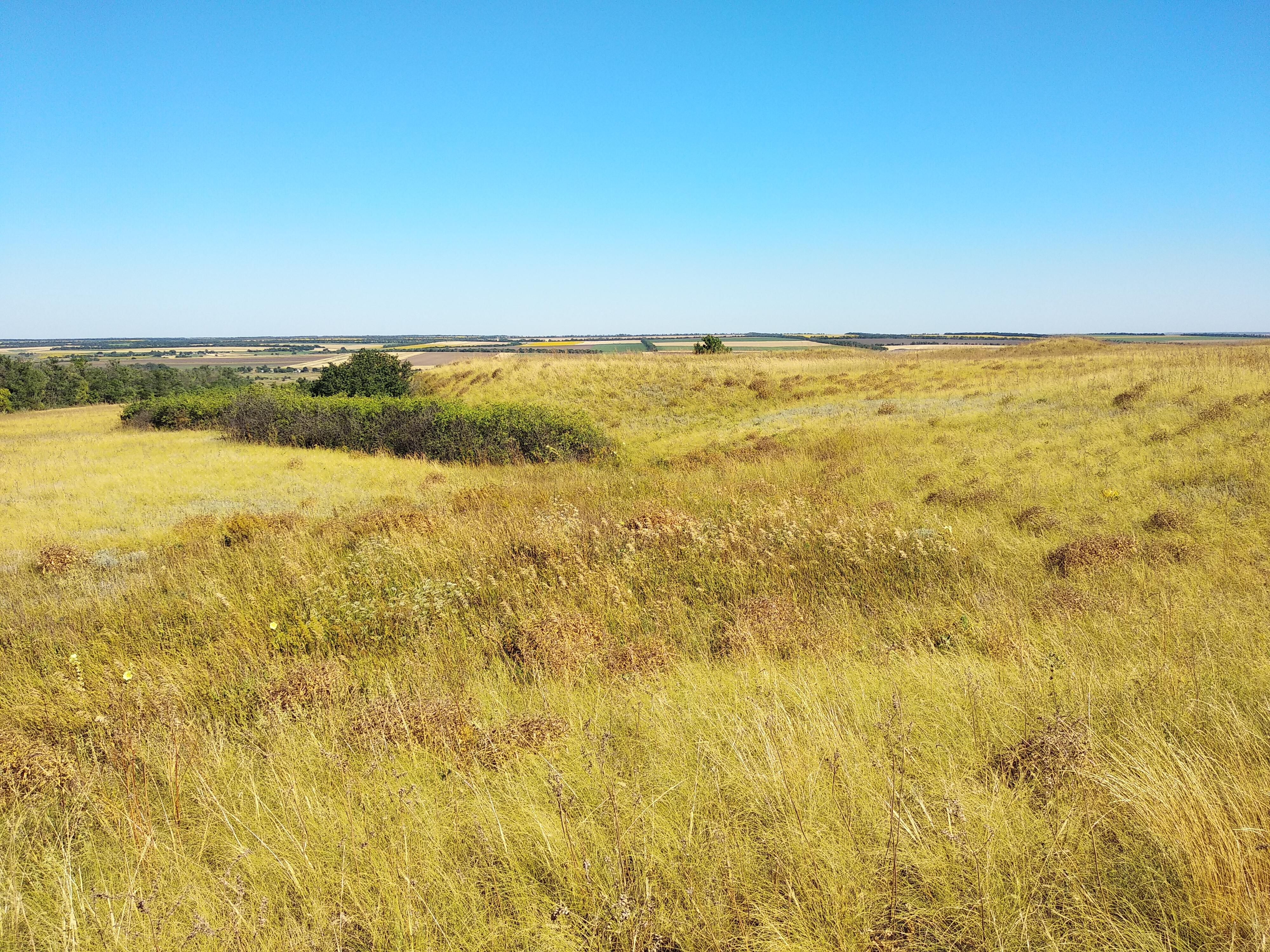